# Mendeed

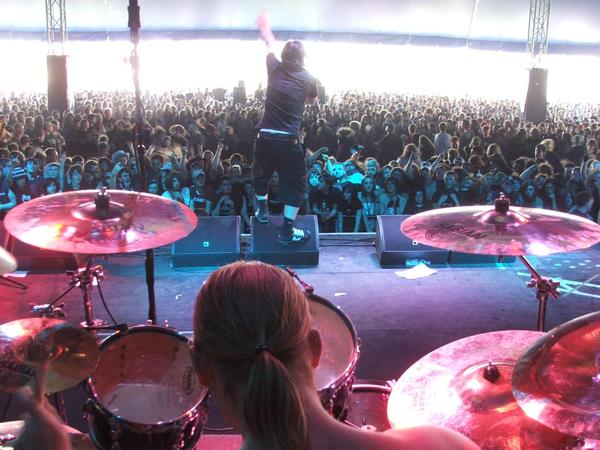
Mendeed beim Download Festival

Mendeed war eine schottische Metalcore-Band aus Dumbarton, die von 2000 bis 2007 aktiv war.

## Geschichte
Die Band wurde im Jahre 2000 gegründet. Anfangs war die Band ein reines Hobby für die Musiker. Zwei Jahre später fängt die Band an, eigene Lieder zu schreiben. Im Dezember 2003 unterschrieb die Band einen Vertrag mit dem britischen Label Rising Records. Die erste Veröffentlichung war die EP From Shadows Came Darkness, die im September 2004 veröffentlicht wurde. Lieder dieser EP wurden auf allen großen britischen Rock- und Metal-Radios gespielt. Eine Livesession wurde sogar von der BBC ausgestrahlt. Im Dezember des gleichen Jahres wurde für die Single Ignite The Flames ein Videoclip gedreht, welches von MTV 2 und Scuzz TV in die Rotation genommen wurde. Mendeed erlangte in der Szene schnell Bekanntschaft im kleinen Kreise. 2005 war die Band ständig auf Tour und begleitete unterschiedliche Bands wie Avenged Sevenfold, Bleeding Through, Cradle of Filth, Dragonforce, God Forbid, Fear Factory und Slipknot.
In der Zwischenzeit konnte man einen Vertrag mit Nuclear Blast ergattern, die am 23. Juni 2006 das Debütalbum This War Will Last Forever veröffentlichen. Es folgte eine Europatour mit Born from Pain und Napalm Death. Im Frühjahr 2007 ist ihr zweites Album The Dead Live by Love erschienen.
Zur Zeit macht in Fankreisen das Gerücht die Runde, die Band habe sich aufgelöst. Kommentarlos wurden Mendeed aus bereits bestätigten Line-Ups (wie bspw. beim Wacken Open Air) genommen und ihre offizielle Homepage ist auch nicht mehr zu erreichen.
Am 4. September bestätigte Gitarrist Steven Nixon, was die Gerüchte schon vermuten ließen:

„Mendeed have regrettably broken up due to irreconcilable difference with our manager, we would like to thank all of our fans for believing in us and helping us get as far as we did. I really wish things would have turned out different for us. Thanks to everyone that had faith in us, we'll miss you all.“

## Diskografie
- 2002: Killing Something Beautiful (EP)
- 2003: As We Rise (EP)
- 2004: From Shadows Came Darkness (EP)
- 2004: Ignite the Flames (Single)
- 2005: Act of Sorrow (Single)
- 2005: Beneath a Burning Sky (Single)
- 2006: Positive Metal Attitude
- 2006: This War Will Last Forever
- 2007: The Dead Live by Love
- 2008: Shadows War Love (Best Of)